# 6 de enero
El 6 de enero es el 6.º (sexto) día del año en el calendario gregoriano. Quedan 359 días para finalizar el año y 360 en los años bisiestos.

## Acontecimientos
- 1233: Fernando III de Castilla inicia el sitio de la ciudad de Úbeda que culmina con su capitulación.
- 1416: el rey Fernando I de Aragón abandona la obediencia a los papas de Aviñón.
- 1492: en Granada (España), los Reyes Católicos entran triunfalmente tras la rendición de Boabdil.
- 1494: en la actual República Dominicana, Cristóbal Colón funda La Isabela, primera población española en América.
- 1503: en la costa caribeña de Veraguas (actual Panamá), Cristóbal Colón funda el que sería el segundo asentamiento español en territorio continental americano: la aldea de Santa María de Belén. Tres meses después será destruida por los nativos.[1]
- 1535: en el actual Perú se funda la ciudad de Lima (llamada en ese entonces Ciudad de los Reyes) por Francisco Pizarro y se convierte en la nueva capital de la Gobernación de Nueva Castilla, luego del Virreinato del Perú. Actualmente es la capital de la República del Perú.
- 1537: en Italia asesinan al duque Alessandro de Médici.
- 1540: en Inglaterra, Enrique VIII se casa con Ana de Cleves.
- 1542: en México, Francisco de Montejo funda la aldea de Mérida, hoy capital del Yucatán.
- 1550: en Colombia, es fundada la aldea de Valledupar.
- 1641: en la actual provincia de Cautín (Chile) se reúne el Parlamento de Quilín, del que emana el primer tratado de paz entre españoles y mapuches (araucanos).
- 1763: en Uruguay, sin mediar declaración de guerra, 11 barcos británicos y portugueses atacan Montevideo, pero no logran tomarla.
- 1782: la ciudad de Mahón (Menorca), en poder de los británicos, capitula tras siete meses de asedio por tropas hispanofrancesas.
- 1809: en la localidad de Fontioso (España), cura Merino (Jerónimo Merino Cob) inicia su actividad como guerrillero atacando a un correo y su escolta.
- 1838: Alfred Vail y sus compañeros de trabajo mostraron un sistema de telégrafo que utiliza puntos y guiones, considerado precursor del código Morse.[2]
- 1839 (entre el 6 y el 7 de enero): en Irlanda, esta noche sucede «La Noche del Gran Viento», tormenta con vientos de 185 km/h, que causó destrucción de casas en todo el país y en Dublín, y muchos centenares de muertes. Fue la tormenta más dañina de Irlanda en los últimos 300 años.
- 1848: el general Serrano desembarca en las islas Chafarinas.
- 1871: en Perú, se funda la villa de Mollendo.
- 1874: en España, durante el sitio de la ciudad de Cartagena, último epicentro de la Rebelión cantonal, explota el depósito de pólvora del Parque de Artillería, falleciendo 400 personas. El hecho desmotivaría duramente a los defensores.
- 1875: Alfonso XII sale de París con rumbo a Madrid para ocupar el trono de España.
- 1876: tratado entre Paraguay y Argentina por el cual este país se queda con la provincia de Misiones y con la franja de los ríos Bermejo y Pilcomayo.
- 1901: Filipinas rechaza la «tutela» estadounidense (Guerra filipino-estadounidense).
- 1910: los Gobiernos de Argentina y Uruguay firman un protocolo referente a las aguas del Río de la Plata.
- 1911: en Buenos Aires (Argentina) se funda el club Almagro.
- 1911: se firma el acuerdo germano-ruso para la construcción de una línea férrea que unirá Persia con el eje Berlín-Bagdad.
- 1912: Nuevo México comienza a formar parte de Estados Unidos como cuadragésimo séptimo Estado.
- 1914: en los Estados Unidos se funda la compañía Merrill Lynch.
- 1914: en los Estados Unidos, Henry Ford reduce a hora y media el tiempo de montaje del automóvil modelo T e instaura la jornada de 8 horas en sus fábricas.
- 1915: en Inglaterra, el río Támesis experimenta una espectacular inundación.
- 1916: en Reino Unido, el parlamento vota la ley sobre introducción del servicio militar obligatorio para los solteros.
- 1918: Alemania reconoce la república de Finlandia.
- 1918: en Costa Rica, en medio del levantamiento contra el dictador Pelico Tinoco, erupciona el volcán Irazú, llenando de cenizas todo el Valle central.
- 1919: en Alemania fracasa un levantamiento comunista (espartaquista) dirigido por Karl Liebknecht, Rosa Luxemburg y Georg Ledebour.
- 1924: en Estella, Navarra, España, se funda el Club Deportivo Izarra de fútbol.
- 1927: los marines de Estados Unidos invaden Nicaragua a solicitud del gobierno de Adolfo Díaz Recinos en el marco de la guerra civil constitucionalista.
- 1928: el papa Pío XI rechaza cualquier tipo de propuesta ecuménica de las iglesias evangélicas por considerarlas «intrigas peligrosas».
- 1929: en Yugoslavia, Alejandro I suspende la constitución, disuelve la Asamblea Nacional e instaura una dictadura.
- 1932: en La Paz (Entre Ríos, Argentina) se realiza frustrado intento de revolución radical.
- 1936: en Europa se renueva el tratado comercial franco-ruso, que para la Unión Soviética significa un crédito de 800 millones de francos.
- 1937: en los Estados Unidos, el Congreso establece el embargo de armas destinadas a ambas partes beligerantes de la guerra civil española.
- 1939: en España se publica el último ejemplar del semanario L'Esquella de la Torratxa.
- 1940: en la Guerra de invierno el general Semión Timoshenko asume el mando del ejército ruso.
- 1942: en el campo de concentración de Buchenwald comienzan los primeros experimentos nazis con seres humanos sobre el tifus exantemático.
- 1944: En el marco de la Segunda Guerra Mundial, la ciudad alemana de Stettin, hoy polaca, es bombardeada por los aliados produciéndose 244 muertes.[3]
- 1945: en España, la escritora Carmen Laforet recibe el primer Premio Nadal por su novela Nada.
- 1945: en Polonia ―en el marco de la Segunda Guerra Mundial― tropas soviéticas ocupan el campo de concentración de Auschwitz y liberan a más de cinco mil prisioneros.
- 1947: en los Estados Unidos, George C. Marshall es designado secretario de Estado.
- 1947: a Santa Cruz de Tenerife llegan los restos del compositor Manuel de Falla, fallecido en Alta Gracia (Argentina).
- 1947: Miguel Delibes recibe el Premio Nadal
- 1953: en Rangún se inaugura la conferencia de los partidos socialistas de Asia.
- 1957: la Unión Soviética, Rumanía, Checoslovaquia y Hungría publican una declaración sobre la «traición» de Imre Nagy.
- 1963: en Brasil se vuelve al sistema presidencial mediante un plebiscito y es elegido presidente João Goulart.
- 1967: en Venezuela, el presidente Raúl Leoni inaugura el puente de Angostura, sobre el río Orinoco. Al momento de su finalización era el noveno puente colgante del mundo y el primero de Latinoamérica.
- 1968: Estados Unidos lanza la sonda espacial Surveyor 7.
- 1968: en Argentina se funda el Partido Comunista Revolucionario de la Argentina.
- 1973: en Managua, capital de Nicaragua, después de dos semanas de ardua labor son apagados los últimos incendios causados por el terremoto del 23 de diciembre del año anterior.
- 1974: en Reino Unido se implanta la semana laboral de tres días, a causa de la escasez energética provocada por la huelga en la minería.
- 1983: en los Estados Unidos se funda la banda Red Hot Chili Peppers.
- 1985: las presiones sobre Sudán obligan a Israel a suspender la «operación Moisés», mediante la cual realizaba secretamente un salvamento masivo de judíos etíopes.
- 1986: en Liberia el general Samuel Kanyon Doe es investido jefe de Estado.
- 1991: en Malí se firma un acuerdo de paz con los tuareg.
- 1992: en Georgia (Asia), el presidente Zviad Gamsajurdia es derrocado por una junta militar.
- 1994: Paraguay ingresa en el Acuerdo General sobre Aranceles Aduaneros y Comercio (GATT) como el país miembro n.º 115.
- 1996: en México, se realiza por primera vez el Juguetón, una campaña iniciada desde diciembre de 1995 por Grupo Salinas, con el fin de entregar juguetes a los niños de las poblaciones marginadas de México en el Día De Los Reyes Magos.
- 1998: en Argelia, durante la primera semana sagrado mes del Ramadán, grupos integristas armados asesinan a más de quinientas personas.
- 1998: en Ecatepec (Estado de México) se inicia la construcción de la Catedral de Ecatepec.
- 2002: en Argentina, Eduardo Duhalde devalua el peso. Se deroga la Ley de Convertibilidad
- 2004: en Estados Unidos de América se lanza el satélite de observación terrestre Coriolis.
- 2016: en la base de pruebas atómicas de Punggye-ri (en el noreste del país), a las 9:00 (hora local) Corea del Norte detona una bomba de hidrógeno de 6 kilotones.[4] Las bombas utilizadas en los bombardeo atómico en Hiroshima y Nagasaki (en 1945) fueron de 13 y 22 kilotones.
- 2021: en Washington D. C., se produce un asalto sobre el Capitolio de los Estados Unidos durante la certificación de las elecciones presidenciales del 2020 por parte del Colegio Electoral.[5]
- 2022: en Argentina, por primera vez, se superan los 100 000 casos de COVID-19 positivos.[6]
- 2025: En España, Disney channel cierra sus transmisiones por Disney+

## Nacimientos
- 1256: Santa Gertrudis de Helfta, monja benedictina cisterciense y escritora mística (f. 1302).
- 1367: Ricardo II de Inglaterra, rey de Inglaterra (f. 1400).
- 1412: Juana de Arco, heroína francesa, canonizada por la Iglesia católica (f. 1431).
- 1500: Juan de Ávila, monje y escritor místico español (f. 1569).
- 1587: Gaspar de Guzmán (conde-duque de Olivares), aristócrata y político español (f. 1645).
- 1634: Hugo de Omerique, científico español (f. 1705).
- 1655: Leonor Magdalena de Palatinado-Neoburgo, aristócrata austriaca (f. 1720), esposa del emperador Leopoldo I.
- 1659: José Brasanelli, arquitecto y artista italiano (f. 1728).
- 1702: José de Nebra, compositor español (f. 1768).
- 1714: Percivall Pott, físico británico (f. 1788).
- 1745: Jacques-Étienne Montgolfier, pionero francés de la aviación (f. 1799).
- 1766: Gaspar Rodríguez de Francia, líder independentista y presidente paraguayo (f. 1840).
- 1775: Auguste Jean Ameil, general de brigada francés (f. 1822).
- 1795: Anselme Payen, químico, físico y matemático francés (f. 1871).
- 1799: Jedediah Smith, cazador, trampero, comerciante de pieles y explorador estadounidense (f. 1831).
- 1803: Henri Herz, compositor y pianista austriaco (f. 1888).
- 1806: Christian Eduard Langethal, botánico alemán (f. 1878).
- 1808: Marie Josephine Mathilde Durocher, partera francobrasileña (f. 1893).
- 1815: Francisco González de Prada, jurista peruano (f. 1863).
- 1820: Juan Zuazua, militar mexicano (f. 1860).
- 1822: Heinrich Schliemann, empresario, millonario y arqueólogo prusiano (f. 1890).
- 1832: Gustave Doré, pintor y escultor francés (f. 1883).
- 1838: Max Bruch, director de orquesta y compositor alemán (f. 1920).
- 1839: Joaquín Arcadio Pagaza, poeta mexicano  (f. 1918).
- 1847: Ricardo Zamacois, actor y cantante español (f. 1888).
- 1850: Eduard Bernstein, político alemán (f. 1932).
- 1858: Albert Henry Munsell, pintor estadounidense (f. 1918).
- 1861: Victor Horta, arquitecto belga (f. 1947).
- 1870: Gustav Bauer, político alemán, canciller entre 1919 y 1920 (f. 1944).
- 1871: Regina Pacini, soprano argentina nacida en Portugal, esposa del presidente Marcelo T. de Alvear (f. 1965).
- 1871: Jesús Flores Magón, abogado, político, periodista y activista mexicano (f. 1930).
- 1872: Aleksandr Skriabin, compositor y pianista ruso (f. 1915).
- 1873: Joaquín Mir, pintor español (f. 1940).

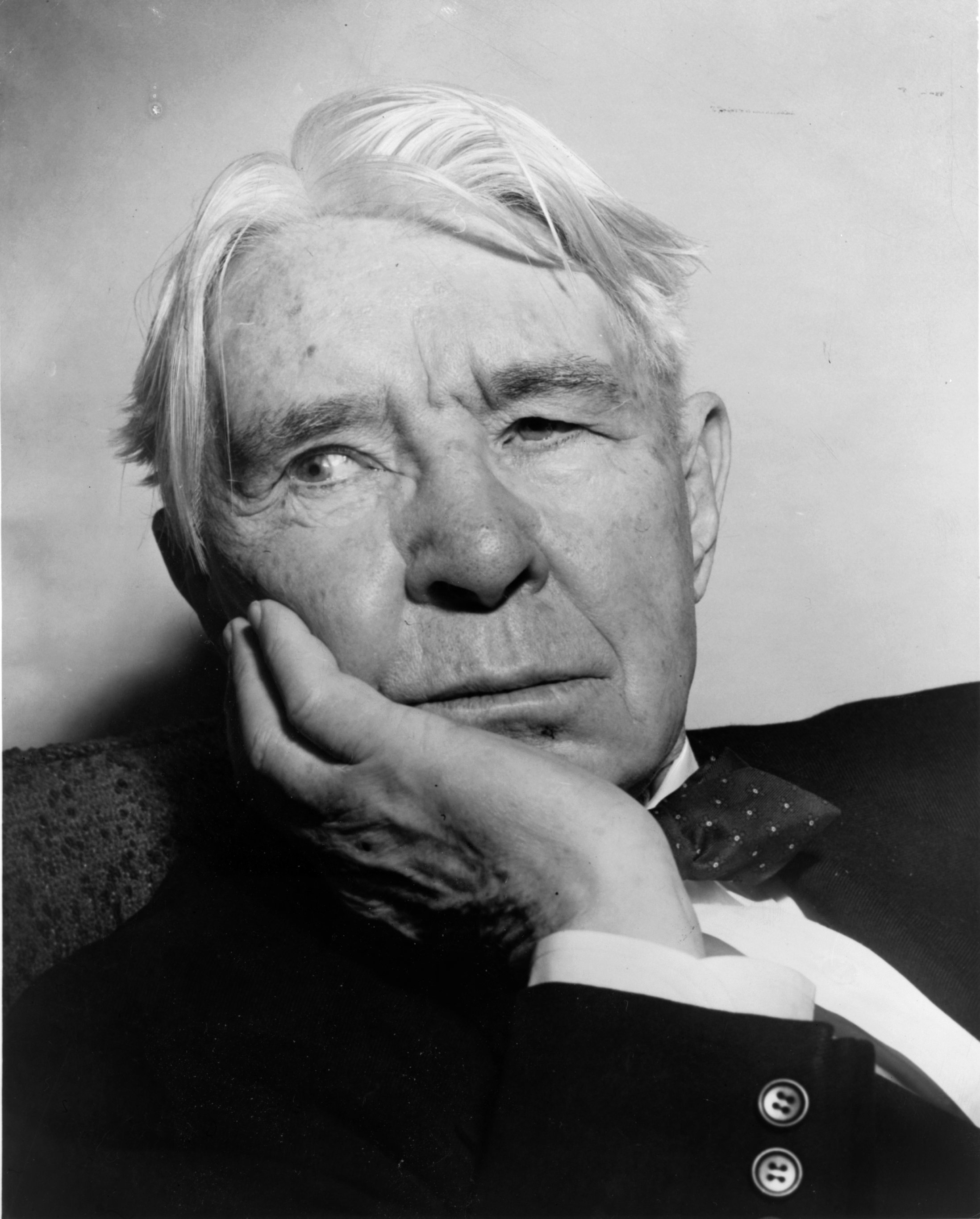
Carl Sandburg.

- 1877: Rodolfo Lehmann, médico y gobernador de la provincia de Santa Fe (f. 1936)
- 1878: Nicanor Piñole, pintor español (f. 1978).
- 1878: Carl Sandburg, poeta, novelista e historiador estadounidense (f. 1967).
- 1880: Tom Mix, actor estadounidense (f. 1940).
- 1883: Yibrán Jalil Yibrán, escritor, pintor y pensador libanés (f. 1931).
- 1897: Anton Lopatin, militar soviético (f. 1963).
- 1900: Pierre-Octave Ferroud, compositor francés (f. 1936).
- 1905: Mariano Castillo, ajedrecista chileno (f. 1970).
- 1912: Celso Emilio Ferreiro, poeta español (f. 1979).
- 1912: Jacques Ellul, filósofo, sociólogo y anarquista cristiano francés (f. 1994).
- 1913: Edward Gierek, político comunista polaco (f. 2001).
- 1913: Loretta Young, actriz estadounidense (f. 2000).
- 1915: Alan Watts, filósofo y escritor británico (f. 1973).
- 1915: Juan Nepomuceno Guerra, narcotraficante mexicano (f. 2001).
- 1916: Mario Cabré, torero español (f. 1990).
- 1920: John Maynard Smith, biólogo británico (f. 2004).
- 1920: Sun Myung Moon, evangelista coreano, líder de la secta Moon (f. 2012).
- 1920: Anna Maslóvskaya, partisana soviética y Heroína de la Unión Soviética (f. 1980)
- 1921: Marianne Grunberg-Manago, bioquímica francesa (f. 2013).
- 1922: Eusebio Tejera, futbolista uruguayo (f. 2002).
- 1923: Santiago Grisolía, bioquímico y aristócrata español (f. 2022).
- 1923: Jacobo Timerman, periodista argentino (f. 1999).
- 1924: Kim Dae-jung, político surcoreano, presidente de Corea del Sur entre 1998 y 2003 (f. 2009)
- 1925: Enrique Carreras, director de cine peruano-argentino (f. 1995).
- 1925: John De Lorean, empresario automovilístico (f. 2005).
- 1925: Alfonso Grosso, escritor español (f. 1995).
- 1926: Kid Gavilán (Gerardo González), boxeador cubano (f. 2003).
- 1926: Mickey Hargitay, fisicoculturista y actor húngaro (f. 2006), padre de la actriz Mariska Hargitay.
- 1926: Gaspar Henaine, actor y comediante mexicano (f. 2011).
- 1926: Armando Silvestre, actor mexicano.
- 1926: Pat Flaherty, piloto estadounidense de automovilismo (f. 2002).
- 1930: Mélido González, general del ejército dominicano (f.2000)
- 1931: Aquilino Duque, poeta y escritor español (f. 2021).
- 1931: Enrique Hormazábal, futbolista chileno (f. 1999).
- 1933: Justo Tejada, futbolista español (f. 2021).
- 1934: Tassos Papadopoulos, político chipriota, presidente entre 2003 y 2008 (f. 2008).
- 1934: Sylvia Syms, actriz británica (f. 2023).
- 1935: Margarita Gómez-Acebo, reina consorte búlgara.
- 1936: Julio María Sanguinetti, político uruguayo, presidente de Uruguay entre 1985-1990 y 1995-2000.
- 1936: Alejandro Maldonado Aguirre, político y abogado guatemalteco, presidente de Guatemala entre 2015 y 2016.
- 1936: Antonio López, pintor español.
- 1937: Paolo Conte, cantautor italiano.
- 1937: Lou Holtz, entrenador estadounidense de fútbol americano.
- 1937: Doris Troy, cantante estadounidense, de la banda The Sweet Inspirations (f. 2004).
- 1937: Harri Holkeri, político finlandés (f. 2011).
- 1938: Adriano Celentano, cantante y actor italiano.
- 1938: Mario Rodríguez Cobos, escritor argentino (f. 2010).
- 1939: Valeri Lobanovski, futbolista y entrenador ucraniano (f. 2002).
- 1940: Van McCoy, músico y compositor estadounidense (f. 1979).
- 1942: Rosa María Mateo, presentadora de televisión española.
- 1943: Osvaldo Soriano, escritor y periodista argentino (f. 1997).
- 1943: Gregorio Badeni, jurista y constitucionalista argentino (f. 2020).
- 1943: José W. Tobías, jurista civilista argentino.
- 1943: Terry Venables, exjugador y entrenador británico de fútbol (f. 2023).
- 1944: Rolf M. Zinkernagel, inmunopatólogo suizo, premio Nobel de Medicina en 1996.
- 1946: Syd Barrett, músico británico, miembro fundador de la banda Pink Floyd (f. 2006).
- 1946: Claudio Levrino, actor argentino (f. 1980).
- 1947: Luis Hierro López, político uruguayo, vicepresidente entre 2000 y 2005.
- 1947: Efraín Camargo Ruiz, periodista y presentador colombiano (f. 2003).
- 1948: Javier Tejada Palacios, físico español.
- 1949: Juan Carlos Bello, nadador peruano.
- 1950: Eloy Arenas, humorista español.
- 1950: Carmelo Cabrera, jugador español de baloncesto.
- 1952: Sefer Halilović, político bosnio.
- 1953: Malcolm Young, guitarrista escocés-australiano, de la banda AC/DC (f. 2017).
- 1954: Anthony Minghella, cineasta y guionista británico (f. 2008).
- 1954: Pedro Olaechea, economista, empresario y político peruano.
- 1954: Salvador Bernárdez, futbolista hondureño (f. 2011).
- 1954: Yūji Horii, diseñador de videojuegos japonés.
- 1955: Rowan Atkinson, actor y comediante británico.
- 1956: Justin Welby, arzobispo británico.
- 1957: Nyamaagiin Enkhbold, político y diplomático amongol.
- 1957: Antonio Silva Beltrán, político mexicano.
- 1960: Nigella Lawson, cocinera británica.
- 1962: Andrea Tenuta, actriz y cantante argentina.
- 1963: Gonzalo Bonadeo, periodista deportivo argentino.
- 1964: Rafael Vidal, nadador venezolano (f. 2005).
- 1964: Yuri, cantante mexicana.
- 1964: Gerardo Zamora, abogado y político argentino, Gobernador de Santiago del Estero entre 2005-2010 y desde 2017.
- 1964: Charles Haley, jugador de fútbol americano estadounidense.
- 1964: Richard Louis, atleta barbadense (f. 2025).
- 1965: Bjørn Lomborg, escritor, profesor y ambientalista danés  (El ecologista escéptico).
- 1965: Alfredo Graciani, futbolista argentino (f. 2021).
- 1966: Sharon Cuneta, actriz y cantante filipina.
- 1966: A.R. Rahman, compositor, productor y músico indio.
- 1968: John Singleton, cineasta estadounidense (f. 2019).
- 1968: Miguel Iza, actor peruano.
- 1969: Norman Reedus, actor estadounidense.
- 1970: Leonardo Astrada, futbolista argentino.
- 1970: Rubén Capria, futbolista argentino.
- 1971: Francisco Cerezo, ciclista español.
- 1971: Kay Rush, presentadora estadounidense.
- 1972: Nek, cantante italiano.
- 1972: Oleksandr Golovko, futbolista ucraniano.
- 1974: Carlos Cordone, futbolista argentino.
- 1974: Nicole DeHuff, actriz estadounidense (f. 2005).
- 1974: Tiaré Scanda, actriz mexicana.
- 1975: Josico, futbolista español.
- 1975: Daniela Krukower, yudoca argentina.
- 1976: Johnny Yong Bosch, actor estadounidense.
- 1976: David Di Michele, futbolista y entrenador italiano.
- 1977: Quequé (Héctor de Miguel), humorista español.
- 1978: David García Cubillo, futbolista español.
- 1978: Cédric Roussel, futbolista belga (f. 2023).
- 1978: Rubén Ramírez Hidalgo, tenista español.
- 1979: Juris Laizāns, futbolista letón.
- 1979: Cristela Alonzo, actriz estadounidense.
- 1980: Mihael Mikić, futbolista croata.
- 1981: Mike Jones, rapero estadounidense.
- 1981: Rinko Kikuchi, actriz japonesa.
- 1981: Lyudmyla Pekur, futbolista ucraniana.
- 1982: Gilbert Arenas, baloncestista estadounidense.
- 1982: Eddie Redmayne, actor británico.
- 1982: Morgan Lander vocalista y guitarrista de la banda canadiense Kittie
- 1982: Gilbert Arenas, baloncestista estadounidense.
- 1983: Fabien Laurenti, futbolista francés.
- 1983: Daisuke Tanaka, futbolista japonés.
- 1983: Denham Brown, baloncestista canadiense.
- 1984: Guillermo Santa Cruz, actor argentino.
- 1984: Matteo Montaguti, ciclista italiano.
- 1984: Patrícia Kimberly, actriz pornográfica y prostituta brasileña.
- 1984: Diljit Dosanjh, cantante y actor de cine indio.
- 1985: Abel Aguilar, futbolista colombiano.
- 1985: Adam Pearson, actor británico.
- 1985: Valerio Agnoli, ciclista italiano.
- 1986: Irina Shayk, actriz y modelo rusa.
- 1986: Alex Turner, músico británico, de la banda Arctic Monkeys.
- 1986: Álvaro Brachi, futbolista español.
- 1987: Sergio Suárez Arteaga, futbolista español.
- 1987: Francisco Suárez Arteaga, futbolista español.
- 1987: Katie Hall, ciclista estadounidense.
- 1988: Piotr Wyszomirski, balonmanista polaco.
- 1988: Jefferson Andrade Siqueira, futbolista brasileño.
- 1988: Marco Benfatto, ciclista italiano.
- 1989: Olha Boichenko, futbolista ucraniana.
- 1989: Sergio León, futbolista español.
- 1990: Sandro Cortese, piloto de motociclismo alemán.
- 1990: Gabriel Santana Pinto, futbolista brasileño.
- 1991: Marta Carro, futbolista española.
- 1991: Michael O'Halloran, futbolista escocés.
- 1991: Daniel Høegh, futbolista danés.
- 1991: Marcelo Canales, futbolista hondureño.
- 1992: Taha Yassine Khenissi, futbolista tunecino.
- 1992: Marvin Cálix, futbolista hondureño.
- 1993: Vitaliy Buyalskyi, futbolista ucraniano.
- 1993: Sonny Kittel, futbolista alemán.
- 1993: Miguel Ángel Sainz-Maza, futbolista español.
- 1993: Eulises Pavón, futbolista nicaragüense.
- 1993: Cristian Mauriel Gutiérrez, futbolista nicaragüense.
- 1994: JB, líder del grupo Got7, bailarín, cantante, modelo, pintor y fotógrafo surcoreano.
- 1994: Denis Suárez, futbolista español.
- 1994: Francisco Pastor Bautista, futbolista español.
- 1994: Antonio Jesús Caballero Ramírez, futbolista español.
- 1994: Salih Uçan, futbolista turco.
- 1995: Niklas Eg, ciclista danés.
- 1995: Sjoerd Bax, ciclista neerlandés.
- 1995: Brooke Francis, remera neozelandesa.
- 1996: Courtney Eaton, actriz y modelo australiana.
- 1996: Miki Núñez, cantante español.
- 1996: Fernando Barceló, ciclista español.
- 1996: Madina Bakbergenova, luchadora kazaja.
- 1996: Carlos Blanco Moreno, futbolista español.
- 1996: Rafael Matos, tenista brasileño.
- 1996: Mitsuru Maruoka, futbolista japonés.
- 1996: Thiago Rodrigues da Silva, futbolista brasileño.
- 1996: Juan David Gómez, futbolista colombiano.
- 1996: Philippine Velge, actriz belga.
- 1997: Michel Aebischer, futbolista suizo.
- 1997: Ángelo Araos, futbolista chileno.
- 1997: Rey Ortiz, futbolista mexicano-estadounidense.
- 1997: Daria Pikulik, ciclista polaca.
- 1997: Vassilis Charalampopoulos, baloncestista griego.
- 1998: Aimery Pinga, futbolista suizo.
- 1998: Ivan Martinović, balonmanista croata.
- 1998: Madelynn Bernau, tiradora estadounidense.
- 1998: Yūka Yano, actriz japonesa.
- 1998: Lee Seung-woo, futbolista surcoreano.
- 1998: Daniel Villegas, futbolista costarricense.
- 1998: Íñigo Vicente, futbolista español.
- 1999: Esteban Glellel, futbolista argentino.
- 1999: Guillem Jaime, futbolista español.
- 1999: Lazar Mutic, baloncestista bosnio.
- 1999: Javier Romo, ciclista español.
- 1999: Kacper Stokowski, nadador polaco.
- 1999: Eliza Scanlen, actriz australiana.
- 1999: Luis Klein, esgrimidor alemán.
- 1999: Mac McClung, baloncestista estadounidense.
- 1999: Polo G, rapero estadounidense.
- 1999: Kiira Väänänen, atleta finlandesa.
- 1999: Unur-Erdene Erdenechimeg, futbolista mongol.
- 1999: Dominika Hronová, taekwondista checa.
- 1999: Carlos Argueta, futbolista hondureño.
- 1999: Jilson Bango, baloncestista angoleño.
- 2000: Jann-Fiete Arp, futbolista alemán.
- 2000: Shuhua, cantante taiwanesa, integrante del grupo (G)I-dle.
- 2000: Eunbin, cantante y actriz surcoreana, miembro de CLC.
- 2000: Lev Gonov, ciclista ruso.
- 2000: Benji Kikanović, futbolista bosnio-estadounidense.
- 2000: Iker Lecuona, piloto de motociclismo español.
- 2000: Miquel Travé, piragüista español.
- 2000: Leon Kaiser, ciclista alemán.
- 2000: Mohamed Camara, futbolista maliense.
- 2000: Aleksandra Stach, piragüista polaca.
- 2000: Cyrielle Duhamel, nadadora francesa.
- 2000: Nele Bayn, piragüista alemana.
- 2000: Adem Zorgane, futbolista argelino.
- 2000: Artūr Dolžnikov, futbolista lituano.
- 2001: Bafodé Diakité, futbolista francés.
- 2001: John Kosamu, futbolista zambiano.
- 2003: MattyBRaps, rapero estadounidense.
- 2003: Daniele Ghilardi, futbolista italiano.
- 2004: Roméo Lavia, futbolista belga.
- 2005: Jacobo Ramón, futbolista español.
- 2006: Stefanos Tzimas, futbolista griego.
- 2006: Héctor Ríos Coronado, futbolista panameño.

## Fallecimientos
- 1083: Ramiro de Pamplona, infante de Pamplona, señor de Calahorra, Torrecilla en Cameros y Ribafrecha (n. 1038).
- 1083: Sancho Garcés, infantes de Pamplona, señor de Uncastillo y Sangüesa (n. 1038).
- 1275: Raimundo de Peñafort, dominico y jurista barcelonés (n. 1180).
- 1361: Jean Birelle, monje francés, «general» de la orden de los cartujos (n. ¿?).
- 1373: Andrés Corsini, religioso carmelita florentino, canonizado por la Iglesia católica (n. 1302).
- 1428: Ruy López Dávalos, noble, político y militar castellano (n. 1357).
- 1492: Pedro Fernández III de Velasco, militar español (n. 1425).
- 1536: Baldassarre Peruzzi, pintor y arquitecto italiano (n. 1481).
- 1567: Alessandro de Médici, aristócrata florentino (n. 1510).
- 1598: Teodoro I, zar ruso (n. 1557).
- 1611: Juan de Ribera, arzobispo y virrey valenciano (n. 1532).
- 1670: Carlos de Sezze, religioso italiano, canonizado por la Iglesia católica (n. 1613).
- 1693: Mehmed IV, sultán otomano entre 1648 y 1687 (n. 1642).
- 1752: Pompeo Aldrovandi, obispo italiano (n. 1668).
- 1794: Maurice d'Elbée, militar contrarrevolucionario francés (n. 1752).
- 1803: Franz Xaver Feuchtmayer el joven, escultor alemán (n. 1735).
- 1827: Francisco de Eguía. militar español (n. 1750).
- 1831: Rodolphe Kreutzer, violinista, director de orquesta y compositor francés (n. 1766).
- 1840: Frances Burney, escritora británica (n. 1752).
- 1852: Louis Braille, inventor francés, creador del principal sistema de lectura para ciegos (n. 1809).
- 1876: Manuel María Mallarino, político y escritor colombiano (n. 1808).
- 1884: Gregor Mendel, botánico y monje agustino austríaco (n. 1822).
- 1888: Manuel Fernández y González, escritor español (n. 1821).
- 1905: José María Gabriel y Galán, poeta español (n. 1870).
- 1913: Ernesto Elorduy, pianista y compositor mexicano (n. 1853).
- 1918: Georg Cantor, matemático alemán (n. 1845).
- 1919: Theodore Roosevelt, político estadounidense, presidente entre 1901 y 1909 (n. 1858).
- 1921: Devil Anse Hatfield, estadounidense, líder de la familia Hatfield durante el conflicto entre los Hatfield y los McCoy, en los Estados Unidos (n. 1839).
- 1925: Ferdinand Löwe, director de orquesta y arreglador austriaco (n. 1865).
- 1925: Rafaela Porras y Ayllón, religiosa española y fundadora de las Esclavas del Sagrado Corazón de Jesús (n. 1850)
- 1931: Ethel Grey Terry, actriz estadounidense (n. 1882).
- 1934: Raymundo Jardón, sacerdote mexicano (n. 1887).
- 1942: Aleksandr Beliáyev, escritor ruso de ciencia ficción.
- 1945: Edith Frank-Holländer, ciudadana neerlandesa (n. 1899), madre de Ana Frank.
- 1947: Adolfo d'Empaire Andrade, médico venezolano (n. 1873).
- 1949: Victor Fleming, cineasta estadounidense (n. 1889).
- 1952: José Antonio Lezcano, Arzobispo nicaragüense (n. 1866).
- 1966: Jean Lurçat, pintor, ceramista y tapicera francés (n. 1892).
- 1973: Iván Korolkov, militar soviético y Héroe de la Unión Soviética (n. 1915).
- 1974: David Alfaro Siqueiros, pintor mexicano (n. 1896).
- 1976: Óscar Esplá, compositor español (n. 1886).
- 1978: Burt Munro, motociclista neozelandés (n. 1899).
- 1979: Nicanor Villalta, torero español (n. 1897).
- 1979: Giorgio Colli, filósofo italiano (n. 1917).
- 1980: Raymond Mays, piloto de automovilismo británico (n. 1899).
- 1981: A. J. Cronin, novelista británico (n. 1896).
- 1981: Antonio Suárez, ciclista español (n. 1932).
- 1984: Brígido Iriarte, multiatleta venezolano (n. 1921)
- 1990: Pavel Alekseyevich Cherenkov, físico soviético, premio Nobel de Física en 1958.
- 1991: Antonio Blanco Freijeiro, arqueólogo español (n. 1923).
- 1993: Dizzy Gillespie, trompetista estadounidense (n. 1917).
- 1993: Rudolf Nuréyev, bailarín y coreógrafo ruso (n. 1938).
- 1995: Agustín Gaínza, futbolista español (n. 1922).
- 1995: Joe Slovo, político sudafricano comunista judío de origen lituano (n. 1926).
- 1999: Michel Petrucciani, pianista francés de jazz (n. 1962).
- 2004: Chany Mallo, actriz argentina.
- 2004: Gastón Pons Muzzo, químico peruano (n. 1922).
- 2005: Tarquinio Provini, piloto de motociclismo italiano (n. 1933).
- 2006: Lou Rawls, cantante estadounidense (n. 1933).
- 2006: Comandanta Ramona (47), militar mexicana, representante del Ejército Zapatista (n. 1959).
- 2007: Frederic Etsou, cardenal congoleño (n. 1930).
- 2007: Peter Kleinow, guitarrista estadounidense de música country (n. 1934).
- 2008: Fernando Beorlegui, pintor español (n. 1928).
- 2008: Luis D'Jallad, escritor argentino (n. 1922).
- 2008: María Victoria Llamas, comunicadora mexicana (n. 1940).
- 2010: Manuel Falces, fotógrafo español (n. 1952).
- 2012: Anilda Leão, poetisa, escritora, activista feminista, actriz y cantante brasileña (n. 1923).
- 2013: Enrique Meneses, periodista, escritor y fotógrafo español (n. 1929).[7]
- 2013: Bart Van den Bossche, presentador de televisión y cantante belga (n. 1964).[8]
- 2014: Aitizaz Hasán, estudiante pakistaní víctima del terrorismo islámico (n. 1998).
- 2014: Marina Ginestà, periodista, traductora y militante comunista catalana (n. 1919)
- 2014: Mónica Spear, actriz y modelo venezolana, ex Miss Venezuela (n. 1984).
- 2014: Todd Williams, jugador estadounidense de fútbol americano (n. 1978).
- 2015: Vlastimil Bubník, jugador de hockey sobre hielo y futbolista checo (n. 1931).
- 2016: Silvana Pampanini, actriz italiana (n. 1925).
- 2017: Octavio Lepage, político venezolano (n. 1923).
- 2017: José Luis García Rúa, filósofo anarcosindicalista español (n. 1923).
- 2019: Eucario Bermúdez, fue un periodista, locutor y presentador de televisión colombiano. (n. 1934).
- 2021: Antonio Valdés, actor y humorista mexicano (n. 1928).
- 2021: Antonio Sabàto Sr., actor italiano (n. 1943).
- 2022: Peter Bogdanovich, director de cine estadounidense (n. 1939).
- 2022: Sidney Poitier, actor estadounidense de origen bahameño (n. 1927).
- 2022: Flavio Etcheto (56), productor, músico y compositor argentino (n. 1965).
- 2022: Rómulo Méndez Molina, árbitro de fútbol guatemalteco (n. 1938).
- 2024: Thaina Fields, actriz pornográfica peruana (n. 1999).

## Celebraciones
- Mundial: 
  - Día de los Reyes Magos, en el Cristianismo.

- Día Mundial de la Astrología.[9]
Para dar a conocer la importancia de esta disciplina que estudia, desde tiempos antiguos, la influencia de la posición de las constelaciones o planetas del sistema solar en la vida humana.

- Día Mundial de los Huérfanos de la Guerra.[10]
Recuerda el valor que representa la vida de los niños en situación de vulnerabilidad bélica.

 Por países
(Por orden alfabético)
- Estados Unidos:
- Día de Retirar el Árbol de Navidad.
- Día del Manzano. Celebración para honrar a estos árboles, destacando su importancia ecológica y cultural. Es un día para plantar manzanos y educar sobre la conservación.
(en inglés: Apple Tree Day).
- Día Nacional de las Galletas de Mantequilla.
(en inglés: National Shortbread Day).
- Día Nacional del Apellido Smith.
(en inglés: National Smith Day).
- Día Nacional del Frijol.
(en inglés: National Bean Day).

- México: 
  - Día de la Enfermera.
  - Día del Geólogo.

### Santoral católico

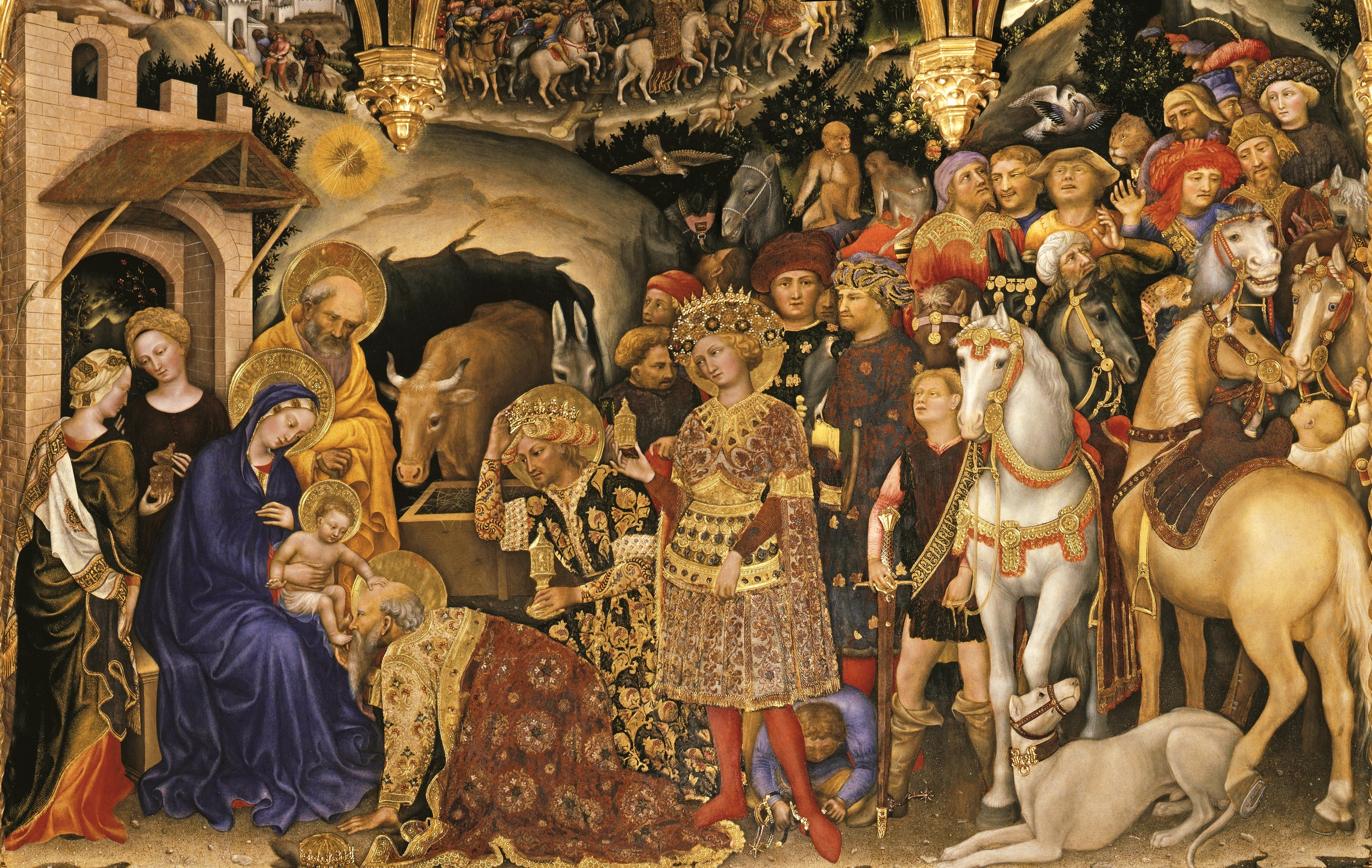
Adoración de los Reyes Magos, obra de Gentile da Fabriano (año 1423).

- Solemnidad de la Epifanía del Señor:[11]
  - Adoración de los Reyes Magos.(imagen ilustrativa).
  - Bodas de Caná.

- Santos Julián y Basilisa de Antinoe, mártires (s. IV).
- San Félix de Nantes, obispo (582).
- Beato Macario de Würzburg, abad (1153).
- San Raimundo de Peñafort (1275).
- San Pedro Tomás, obispo (1366).[12]
- San Andrés Corsini, obispo (1373).[13]
- San Juan de Ribera, obispo y virrey (1611).[14]
- San Carlos de Seze, religioso (1670).
- Santa Rafaela María del Sagrado Corazón Porras Ayllón, virgen y fundadora (1925).[15]
- San Andrés Bessette, religioso (1937).[16]